# Литвинов, Владимир Григорьевич (Герой Украины)
Влади́мир Григо́рьевич Литви́нов (род. 11 мая 1949, с. Анновка, Добропольский район, Сталинская область, УССР) — советский и украинский промышленный и политический деятель, народный депутат Украины (5-го созыва, от Партии регионов). Герой Украины (2000). Заслуженный шахтёр Украины (1996).

## Биография
Образование: окончил Донецкий заочный горный техникум (1976—1981), «Подземная разработка угольных месторождений», специальность — горный техник.
- С 1966 — рабочий Добропольского ремонтно-механического завода.
- В 1968—1970 — служба в Советской Армии.
- С 1971 работал на ПО «Шахта „Добропольская“» — электрослесарь, проходчик, бригадир проходчиков, Добропольское шахтостроительное управление № 2.
- В 1979—1984 — проходчик, горный мастер.
- В 1984—2006 — бригадир проходчиков участка УВР-3, ГОАО «Шахта „Добропольская“» ГХК «Добропольеуголь».

### Семья
- Жена Татьяна Владимировна (род. 1950) — заведующая архива «Шахта „Добропольская“».
- Сын Виталий (род. 1969) — заместитель начальника участка «Шахта „Добропольская“».
- Дочь Дарья (род. 1980) — экономист ООО «Астел».

### Политическая деятельность
Депутат Донецкого областного совета (2002—2006).
Народный депутат Украины 5-го созыва с конца мая 2006 года, избран от Партии регионов, № 200 в списке. На время выборов бригадир проходчиков отделенного подраздела, «Шахта „Добропольская“», член ПР. Член фракции Партии регионов (с сентября 2006 года), член Комитета по вопросам культуры и духовности (с сентября 2006 года).
В 2007 году — кандидат в народные депутаты Украины от Партии регионов, № 221 в списке. На время выборов: народный депутат Украины, член Партии регионов.

## Награды и отличия
- Герой Украины (с вручением ордена Державы, 22 августа 2000 года — за особые заслуги перед Украинским государством в развитии угольной промышленности).
- Заслуженный шахтёр Украины (21 августа 1996 года).
- Знаки «Шахтёрская слава» ІІІ, ІІ, І степеней.
- Знаки «Шахтёрская доблесть» ІІІ, ІІ, І степеней.